# Unified Theory
Unified Theory foi um supergrupo, composto por dois ex-integrantes da banda Blind Melon (baixista Brad Smith e guitarrista Christopher Thorn), o ex-baterista do Pearl Jam e Chris Shinn como vocalista e guitarrista.

## História
A banda começou a ser formada no início de 1998. Após o plano inicial, de continuar com o Blind Melon com um nono vocalista, não ter dado certo, Smith e Thorn decidiram começar uma nova banda. Thorn conheceu Shin por acaso após mudar-se para Los Angeles para procurar vocalistas.
"Chris possui uma voz excepcional. Fiquei encantado", disse Thorn, "Você deve gostar das pessoas com as quais está trabalhando. Procuramos alguém com personalidade e uma boa voz. Ele é uma pessoa divertida e fiquei completamente surpreso com suas músicas."
Krusen, o baterista do álbum Ten do Pearl Jam, já era amigo de Thorn e Smith. Ele se juntou ao Unified Theory após uma turnê com o Candlebox.
Unified Theory originalmente se chamava Luma, e eles lançaram quatro faixas do CD pelo seu sítio web em 1999. Após assinarem contrato com a Universal Records no final daquele ano, eles mudaram seu nome para Unified Theory em homenagem à teoria em que Albert Einstein trabalhava quando morreu.
Em agosto de 2000 a banda lançou seu álbum de estréia auto-intitulado. Enquanto trabalhavam nas faixas para o segundo álbum, os atrasos custaram muito à banda e Krusen ficou um pouco frustrado e saiu, levando a eventual dissolução da banda.
Brad Smith e Christopher Thorn reuniram-se com os membros restantes de Blind Melon e recrutaram Travis T. Warren para ser o vocalista e retornar com a banda Blind Melon. Chris Shinn fez turnê com sua banda, Everything Is Energy. A banda de Dave Krusen, Novatone, lançou seu segundo álbum.
Desde então a banda tem anunciado planos de lançar um novo álbum consistindo do material gravado para o segundo álbum (alguns dos quais nunca foi divulgado) bem como músicas do período de Luma. Nenhum cronograma foi definido para este lançamento. Unfied Theory recentemente gravou um vídeo para a música "15 Hits", uma canção que será lançada no seu próximo álbum. O grupo fez um show em 4 de agosto de 2010 no King King em Hollywood.

## Comparação com Blind Melon
Enquanto gravavam, a banda fez um esforço conciso para tentar se distanciar do som de Blind Melon. "Eu não quero repetir o som de Blind Melon pois seria muito doloroso - muito tempo passou entre Blind Melon e Unified Theory. Durante este tempo naturalmente nos envolvemos em nossa influência musical", afirma Smith. Smith também disse, "Chris foi a peça-chave para tornar minhas composições mais modernas. Não havia mais nada daquela etiqueta antiga hippie que Blind Melon tinha. Chris veio de uma escola diferente. Ele ouvia Peter Gabriel e a trilha sonora de A Última Tentação de Cristo. Ele trouxe toda uma nova perspectiva, ao passo que posso tocar para você todas as músicas do Allman Brothers e toda a lista de músicas do Led Zeppelin de olhos fechados!".[carece de fontes?]

## Discografia
| Álbum          | Tipo      | Gravadora         |
| -------------- | --------- | ----------------- |
| Unified Theory | Estúdio   | Universal Records |
| Cinematic      | Coletânea | Universal Records |
| Luma           | EP        | Nenhuma           |

## Singles
| Música       | Álbum          | Ano  |
| ------------ | -------------- | ---- |
| "California" | Unified Theory | 2000 |
| "Wither"     | Unified Theory | 2000 |